# Movimiento Revolucionario 14 de Junio
Movimiento Revolucionario 14 de Junio, também conhecido como Agrupación Política 14 de Junio, abreviado 14J (ou 1J4) foi um movimento guerrilheiro de extrema esquerda na República Dominicana que surgiu inicialmente para lutar contra a ditadura de Rafael Leónidas Trujillo. Era liderado pelo advogado dominicano Manolo Tavárez Justo, que chegou a cobrir quase todo o território dominicano com cerca de 300 militantes. As irmãs Mirabal faziam parte do movimento.

## Origens do movimento
Em 14 de junho de 1959, tropas do Movimiento de Liberación Dominicana, um grupo de dominicanos exilados que depois de um período de angariação de fundos, equipamentos e de pessoal; encontrou-se em Cuba para receber treinamento em guerra de guerrilha apoiados por Fidel Castro, desembarcaram em vários povoados do norte da República Dominicana sob a liderança do comandante Enrique Jiménez Moya. A insurreição armada foi derrotada do ponto de vista militar pelo exército e pela força aérea dominicana sob as ordens de Trujillo, mas conseguiria plantar a semente da rebelião entre a população dominicana.
Esta expedição seria a inspiração para o nome de um grupo político organizado para a resistência interna: o Movimiento 14 de Junio, chamado na clandestinidade de 14. Tavares Justo era o presidente do 14J, Pipe Faxas Canto era seu secretário-geral e Leandro Guzman era o tesoureiro. 

## Ações de 1963
Após o golpe militar perpetrado em 1963, derrotando o governo constitucional do professor Juan Bosch, em 28 de novembro, o Movimiento Revolucionario 14 de Junio levantou-se em armas nas montanhas de Las Manaclas contra o Triunvirato, governo colegiado integrado por Emilio de los Santos, Ramón Tapia Espinal e Manuel Tavares Espaillat.
A insurreição possuía seis frentes guerrilheiras, cujo objetivo era restaurar a ordem institucional e restabelecer a Constituição de 1963. Na frente mais importante, localizada em Las Manaclas, estava Manolo Tavárez Justo, que ao mesmo tempo era o comandante geral da guerrilha.
Com um débil e pobre preparo tanto físico como militar, juntamente com um ambiente político nacional dominado pela direita e com a escassa e ineficaz resistência urbano-social, o movimento insurgente foi rapidamente dizimado, a ponto de 21 dias após seu início, quatro das seis frentes foram desmembradas com o agravante de que mais da metade dos membros da frente principal da guerrilha estavam à beira do colapso ou capturados. Acreditando nas garantias públicas que o governo do Triunvirato havia dado solenemente, Manolo Tavárez Justo e mais catorze companheiros se entregaram e foram fuzilados.
A execução de Tavárez Justo levou à renúncia do presidente Santos e inspirou a luta contra os golpistas de 1963.

## Participação nos eventos de 1965
Após o fracasso do foco guerrilheiro, com muitos de seus membros mortos, presos e exilados, o 14J registrava uma situação interna crítica.
Apesar disso, teve um papel de destaque na luta da Guerra de Abril de 1965 organizada e dirigida pelo Partido Revolucionário Dominicano com José Francisco Peña Gómez à frente; a partir de 25 de abril, quando seu Comitê Central Provisório tomou a decisão de aprofundar o movimento armado em desenvolvimento.
Os catorcistas participaram ativamente, juntamente com o povo, os militares constitucionalistas, o Partido Revolucionário Dominicano (PRD), o Partido Socialista Popular (PSP) e o Movimento Popular Dominicano (MPD), dos principais eventos militares ocorridos durante o Revolução de Abril, seja na batalha de Puente Duarte, na Operação Limpeza da zona norte de Santo Domingo articulada pela contrarrevolução, nos combates contra os estadunidenses de 15 e 16 de junho ou na tentativa de assalto ao Palácio Nacional onde morreriam, entre outros combatentes, o Coronel Fernández Domínguez, o então líder do Movimiento 14 de Junio Juan Miguel Román, e outros líderes muito destacados como Euclides Morillo, que também havia participado do levante guerrilheiro de 1963, entre outros.

## Dissolução
Após o levante de abril de 1965, a crise do 14J se agravou, pois percebeu-se que o seu protagonismo já havia chegado ao fim. Tal situação culminaria em sua desintegração como organização política em 1968.